# José Pablo Baraybar
José Pablo Baraybar (n. Lima, Perú,  1 de octubre de 1964) es un arqueólogo peruano, graduado en la Universidad Nacional Mayor de San Marcos, especializado en la exhumación de restos humanos y en técnicas de criminalística. Actualmente es el director del Equipo Peruano de Antropología Forense (EPAF)
Inspirado por la lucha contra los abusos a los derechos humanos, Baraybar ha viajado por varias partes del mundo como encargado de la Oficina de Personas Desaparecidas y Ciencias Forenses de las Naciones Unidas, entre ellas a Argentina, Guatemala, Etiopía, Ruanda, Congo, Bosnia y Kosovo. Baraybar testificó como experto en el Tribunal Penal Internacional en la exYugoslavia, la Corte Interamericana de Derechos Humanos y el Poder Judicial de Perú.
También es autor de diversos libros, entre ellos "La muerte a diario".
En el 2006 Naciones Unidas premió la labor del equipo que Baraybar dirigía dentro de la propia ONU. El galardón UN21 Awards destacó el "Proyecto Memoria", creado por Baraybar con el fin de recoger y grabar las experiencias de los familiares de las víctimas en Kosovo y que ayudó a identificar los restos de miles de desaparecidos. En el 2007 Baraybar regresó a su país para encabezar EPAF y así trabajar en la reconstrucción de la memoria histórica de Perú.
En reconocimiento a su compromiso con los derechos humanos y su labor pionera en antropología forense como herramienta eficaz para la investigación en casos de violaciones a derechos humanos en nuestro país recibió el “Judith Lee Stronach” 2011, premio del Center for Justice and Accountability (CJA).